# Lyndia cannarum
Lyndia cannarum är en fjärilsart som beskrevs av Marie Jules César Savigny 1816. Lyndia cannarum ingår i släktet Lyndia och familjen Crambidae. Inga underarter finns listade i Catalogue of Life.